# Vivian Fuchs
Pour les articles homonymes, voir Fuchs.
Sir Ernest Vivian Fuchs (né le 11 février 1908 et mort le 11 novembre 1999) est un explorateur polaire britannique, membre de la Royal Society, qui compléta avec son équipe la première traversée du continent antarctique en 1958.

## Biographie
Fuchs est né le 11 février 1908 à Freshwater, sur l'Île de Wight. Il étudia au Brighton College et au St John's College de Cambridge en géologie. Son intérêt principal étaient la vie sauvage et il choisit ce métier afin d'y être le plus souvent. La première expédition de Fuchs fut au Groenland, en 1929, lorsqu'il y suivit son directeur, James Wordie. En 1930, il faisait partie d'un groupe de l'Université de Cambridge parti étudier la géologie des Grands Lacs de l'Afrique de l'est par rapport aux fluctuations climatiques. Il participa ensuite à l'expédition de l'anthropologue Louis Leakey à la gorge de Olduvai.
À trente ans, il s'engagea dans l'armée territoriale et fut envoyé sur la Côte-de-l'Or de 1942 à 1943. À son retour, il fut affecté au quartier-général de la Seconde armée britannique à Londres, dans un poste aux relations avec les civils. La Seconde armée fut affectée à Portsmouth pour l'opération Overlord et Fuchs se retrouva finalement en Allemagne, où il assista à la libération du camp de concentration de Bergen-Belsen. En octobre 1946, il quitta le service militaire avec le grade de major.
En 1947, il commença à participer au Falkland Islands Dependencies Survey (désormais le British Antarctic Survey), une organisation dont le but est d'affirmer le droit à une partie de l'Antarctique pour la Grande-Bretagne et de supporter l'exploration du continent. En tant que géologue, on lui demanda de développer le nouveau bureau scientifique de Londres en 1950. Ce dernier devait organiser les recherches et publier les résultats. Il devint finalement le directeur de tout l'organisme en 1958, avec le retour de son expédition en Antarctique. Il quitta ce poste en 1973. Entretemps il a reçu la Médaille polaire en 1953.

## Expédition trans-Antarctique du Commonwealth
Fuchs est mieux connu comme le cochef de l'expédition Commonwealth Trans-Antarctique Expedition, plus connu comme l'Expédition Fuchs-Hillary. Elle était financée par des pays du Commonwealth pour tenter la première traversée terrestre du continent. Dès 1955, les préparatifs commencèrent. On envisagea d'utiliser des autoneiges pour effectuer la traversée et on estimait sa durée à 100 jours entre la mer de Weddell et la mer de Ross. En janvier 1957, l'équipe arriva en Antarctique. Le 24 novembre 1957, Fuchs et son expédition quittèrent à bord d'autoneiges Tucker de la base nommée en l'honneur de Ernest Shackleton et de son expédition Endurance.
Tout au long de la traversée, l'expédition accumula des informations scientifiques sur la sismologie, la gravimétrie, la climatologie, etc. du continent. Ils sondèrent pour obtenir l'épaisseur de glace au Pôle et l'existence du continent sous celle-ci. Le 2 mars 1958, Fuchs et ses collègues atteignirent leur but, la base Scott, après 99 jours et 3 472,2 kilomètres.
Fuchs fut fait Chevalier par la reine Élisabeth II la même année. En 1960, il écrivit avec son coéquipier célèbre, Sir Edmund Hillary, The Crossing of Antarctica.

## Récompenses
- 1959 : Médaille Hans Egede